# Каерлык
Каерлык (Каирлык) — река в России, протекает в Республике Алтай. Длина реки Каерлык составляет 32 км.
Начинается при слиянии рек Барбок и Башкудюр у подножия горы Нижняя Шибе. Течёт на север по частично заболоченной долине мимо села Каирлык. Устье реки находится в 86 км по правому берегу реки Урсул у села Ело на высоте 1051,7 метра над уровнем моря.

## Данные водного реестра
По данным государственного водного реестра России относится к Верхнеобскому бассейновому округу, водохозяйственный участок реки — Катунь, речной подбассейн реки — Бия и Катунь. Речной бассейн реки — (Верхняя) Обь до впадения Иртыша.

## Основные притоки
- 6 км: Семисарт[3] (пр)
- 7 км: Улюта[3] (лв)
- 7 км: Телюбай[3] (лв)
- 21 км: Марчалугат[6] (лв)